# Chondrosia reniformis
Chondrosia reniformis (nome popular: esponja - de-vidro)é uma espécie de esponja da família Chondrosiidae de cor branca uo acastanhada que vive em grutas submarinas e fundos circunlitorais. Ela tem uma forma maciça arredondada, por algumas vezes lobada. Essa espécie apresenta uma superfície viscosa com ausência de espículas. Há outros tipos de esponja-de-vidro de variados formatos e tamanhos. Essa espécie mede 15 centímetros de comprimento.